# Пінто (Мадрид)

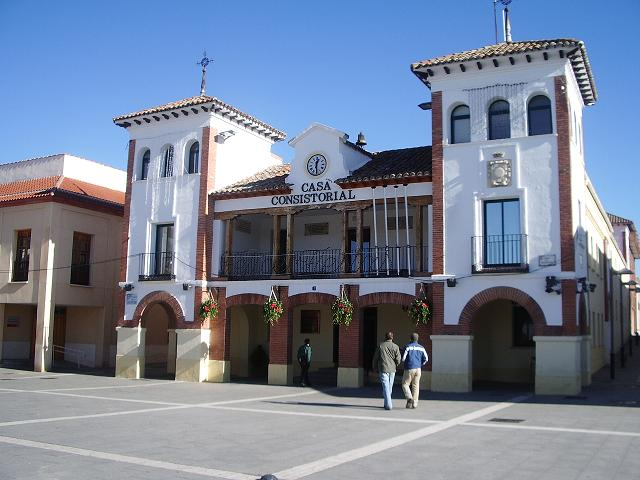

Пінто (ісп. Pinto) — муніципалітет в Іспанії, у складі автономної спільноти Мадрид. Населення — 44 524 особи (2010).
Муніципалітет розташований на відстані близько 19 км на південь від Мадрида.
На території муніципалітету розташовані такі населені пункти: (дані про населення за 2010 рік)
- Пінто: 44520 осіб
- Лас-Аренас: 4 особи

## Демографія
Динаміка населення (INE ):

## Галерея зображень

Розташування муніципалітету у автономній спільноті Мадрид